# Koyo – Die exzentrische Ärztin des Mondblumenreichs
Koyo – Die exzentrische Ärztin des Mondblumenreichs (japanisch 月華国奇医伝 Gekkakoku Kiiden) ist eine Manga-Serie von Tōru Himuka, die in Japan seit 2018 erscheint. Die romantische Fantasy-Geschichte erzählt von einer begabten jungen Ärzten und dem Prinzen ihres Landes.

## Inhalt
Als der Prinz des Mondblumenreiches in die Provinz Ran reist, wird er und sein Begleiter Shiei von Wegelagerern angegriffen, die von der Konkubine Ro auf ihn angesetzt wurden. In der nächsten Stadt werden sie zur Ärztin Koyo geschickt. Mit ihrem Assistenten Shingdam kann sie Shiei retten. Ihr Wissen über Medizin und ihre chirurgischen Fertigkeiten beeindrucken Prinz Keiun. Im Land ist es sonst üblich, Krankheiten mit Ritualen zu vertreibten, was nur mäßig Erfolg hat. Um sie angemessen zu entlohnen, nehmen die beiden Adeligen die Ärztin und ihren Assistenten mit in die Hauptstadt. Keiun will mit den Fähigkeiten Koyos auch anderen Menschen in seinem Reich helfen und ihre Kenntnisse weiter verbreiten. Doch die junge, schöne und exzentrische Frau stößt dabei bald auf Widerstand und auch der Prinz ist weiter in Gefahr.

## Veröffentlichung
Der Manga wird seit Januar 2018 in einzelnen Kapiteln im Magazin Asuka veröffentlicht. Dessen Verlag Kadokawa Shoten brachte die Serie auch in bisher 13 Sammelbänden heraus (Stand Mai 2025). Eine deutsche Übersetzung von Christine Steinle wird seit Mai 2024 von Altraverse in bisher sechs Bänden veröffentlicht (Stand August 2025). Bei Seven Seas Entertainment wird eine englische Fassung veröffentlicht.